# Galium mechudoense
Galium mechudoense är en måreväxtart som beskrevs av Lauramay Tinsley Dempster. Galium mechudoense ingår i släktet måror, och familjen måreväxter. Inga underarter finns listade i Catalogue of Life.